# Osíčko
Osíčko är en ort i Tjeckien.   Den ligger i regionen Zlín, i den östra delen av landet, 250 km öster om huvudstaden Prag. Osíčko ligger 356 meter över havet och antalet invånare är 462.
Terrängen runt Osíčko är platt åt nordväst, men åt sydost är den kuperad.Runt Osíčko är det ganska tätbefolkat, med 75 invånare per kvadratkilometer. Närmaste större samhälle är Valašské Meziříčí, 16,5 km öster om Osíčko. I omgivningarna runt Osíčko växer i huvudsak blandskog.